# Ifedayo Olusegun
Ifedayo Olusegun Patrick Omosuyi (14 gennaio 1991) è un calciatore nigeriano, attaccante del PDRM.

## Carriera
In carriera ha giocato 21 partite nelle coppe continentali asiatiche, di cui una per la AFC Champions League e 20 per la Coppa dell'AFC, tutte con l'Al-Hidd.

## Palmarès

### Club

#### Competizioni nazionali
- Campionato bahreinita: 1

Al-Hidd: 2015-2016

### Individuale
- Capocannoniere della Malaysia Super League: 2

2020 (12 reti), 2021 (26 reti)